# Récord de velocidad náutico
| Récord de velocidad náutico: |
| --- |
| 511,1 km/h |

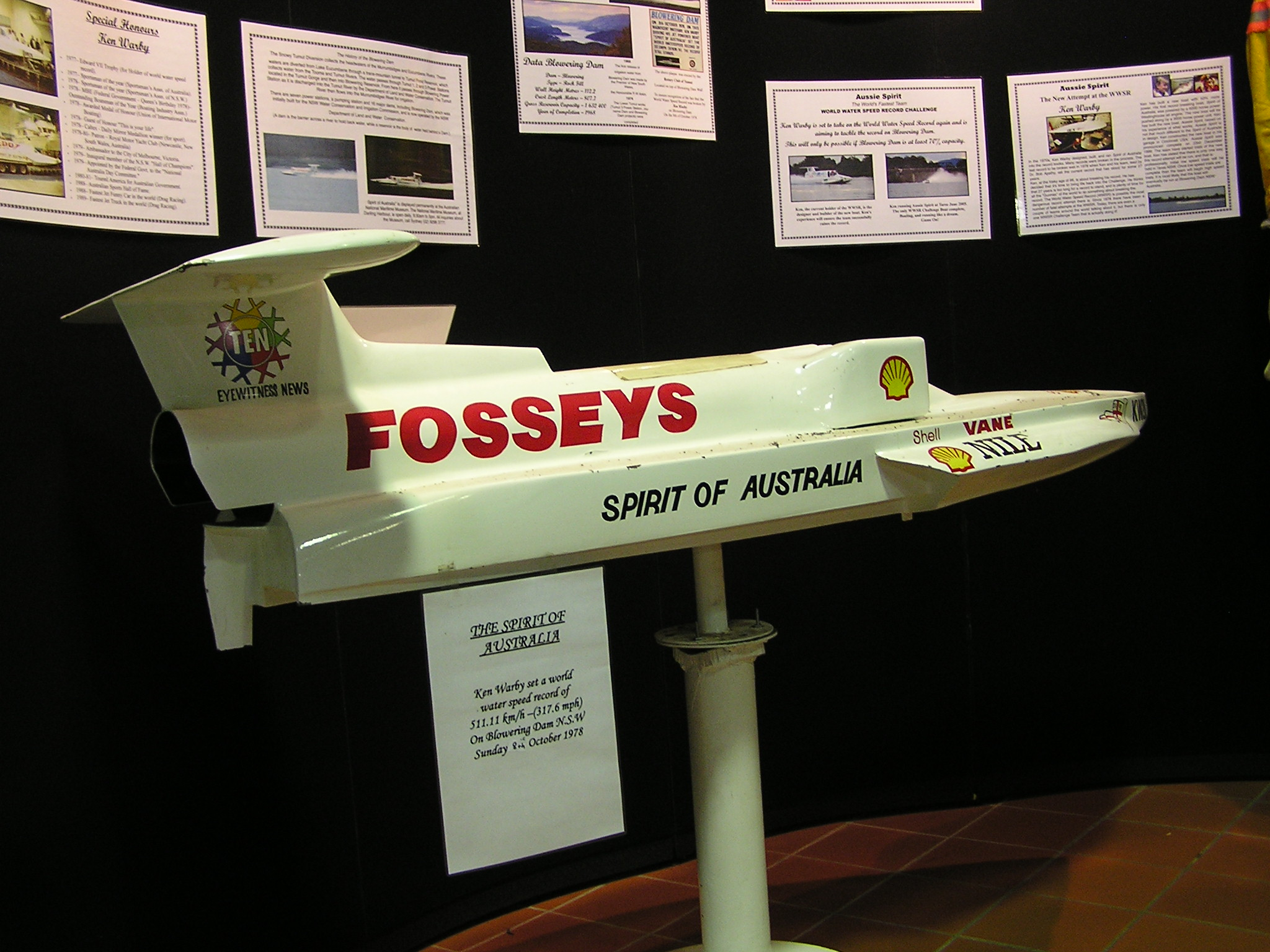
Un modelo del Spirit of Australia, récord mundial náutico de velocidad desde 1978

| - Vehículo: Spirit of Australia - Piloto: Ken Warby - Lugar: Blowering Dam, Nueva Gales del Sur, Australia - Fecha: 8 de octubre de 1978 (A 2019) |

El récord de velocidad náutico es la mayor velocidad alcanzada por un vehículo acuático reconocida oficialmente. El récord actual es de 511 km/h (317,5 millas por hora), logrado por el piloto australiano Ken Warby en el "Spirit of Australia" en 1978.
Es una de las competiciones más peligrosas del mundo deportivo. Dos intentos oficiales de batir el récord de 1978 causaron la muerte del piloto; pero a pesar de ello varios equipos siguieron trabajando para superar el récord. Sin embargo, desde los años 1980 esta prueba ha perdido gran parte de la popularidad de la que gozó hasta entonces.
El registro es ratificado por la Union Internationale Motonautique (UIM).

## Antes de 1910

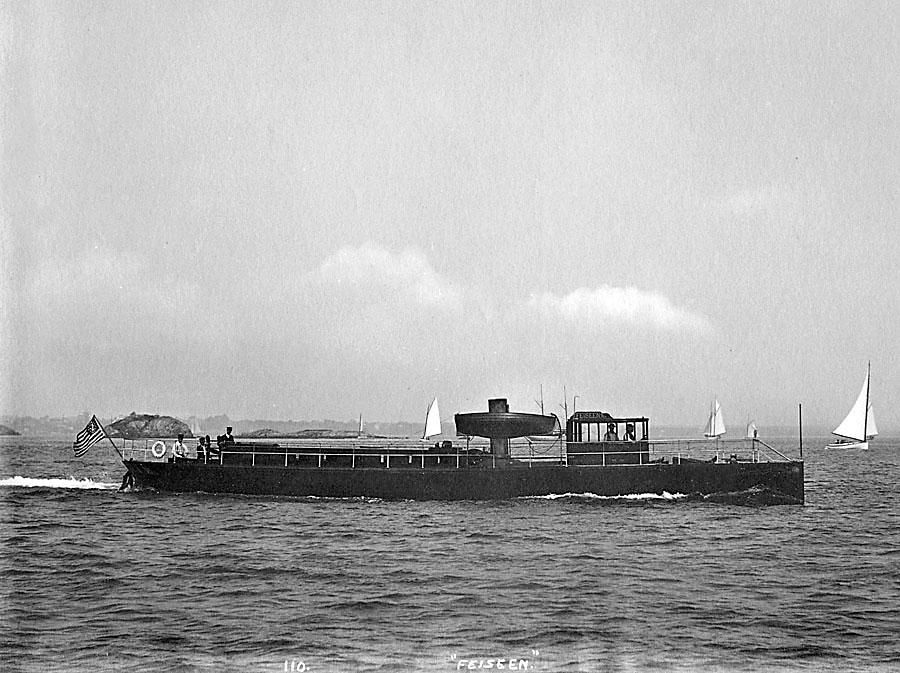
El yate de vapor Feiseen de William Cogswell, que estableció un nuevo récordmundial de velocidad náutico el 25 de agosto de 1893, con una marca de 50.8 km/h.

Hasta 1911, los récords mundiales de velocidad náuticos estaban en posesión de vehículos con motores de vapor y propulsados por hélices:
- 1885, Stiletto de Nathanael Herreshoff: 26,2 mph (42,2 kilómetros por hora)[1]
- 1893, Feiseen de William B. Cogswell: 31,6 mph (50,9 kilómetros por hora)[2]
- 1897, Turbinia de Charles Algernon Parsons: 39,1 mph (62,9 kilómetros por hora)[1]
- 1903, Arrow de Charles Ranlett Flint: 45,06 mph (72,5 kilómetros por hora)[1]

## 1910
En 1911, una lancha de 40 pies (12,2 m) de eslora diseñada por Clinton Crane adoptó un casco con una carena escalonada que le permitió planear, el DixieIV . Se convirtió en el primer barco propulsado con un motor de gasolina que rompió el récord de velocidad náutico.
A partir de 1908, Alexander Graham Bell y el ingeniero Frederick W. "Casey" Baldwin comenzaron a experimentar con una embarcación motorizada. En 1919, con Baldwin pilotando su hidroala HD-4, se estableció un nuevo récord mundial de velocidad náutico de 70,86 mph (114 kilómetros por hora) en el lago Bras d'Or en Baddeck, Nueva Escocia (Canadá).

## 1920
En 1920, Garfield Wood estableció un nuevo récord de velocidad náutico de 120,492 km/h (74,9 millas por hora) en el río Detroit, utilizando un nuevo barco llamado Miss America. En los siguientes doce años, Wood construyó una serie de nueve embarcaciones denominadas Miss America, y batió el récord cinco veces. El aumento del interés público generado por las velocidades alcanzadas por Wood y por otros pilotos llevó a que se ratificara un récord oficial de velocidad en 1928. La primera persona en intentar un intento de registro oficial fue el hermano de Wood, George. El 4 de septiembre de 1928, pilotó la lancha rápida Miss América VII a 149,4 km/h (92,8 millas por hora) en el río Detroit.
Al año siguiente, Gar Wood corrió con la misma lancha por un canal de Indian Creek, Miami y alcanzó una velocidad de 149,86 km/h (93,1 millas por hora).

## 1930

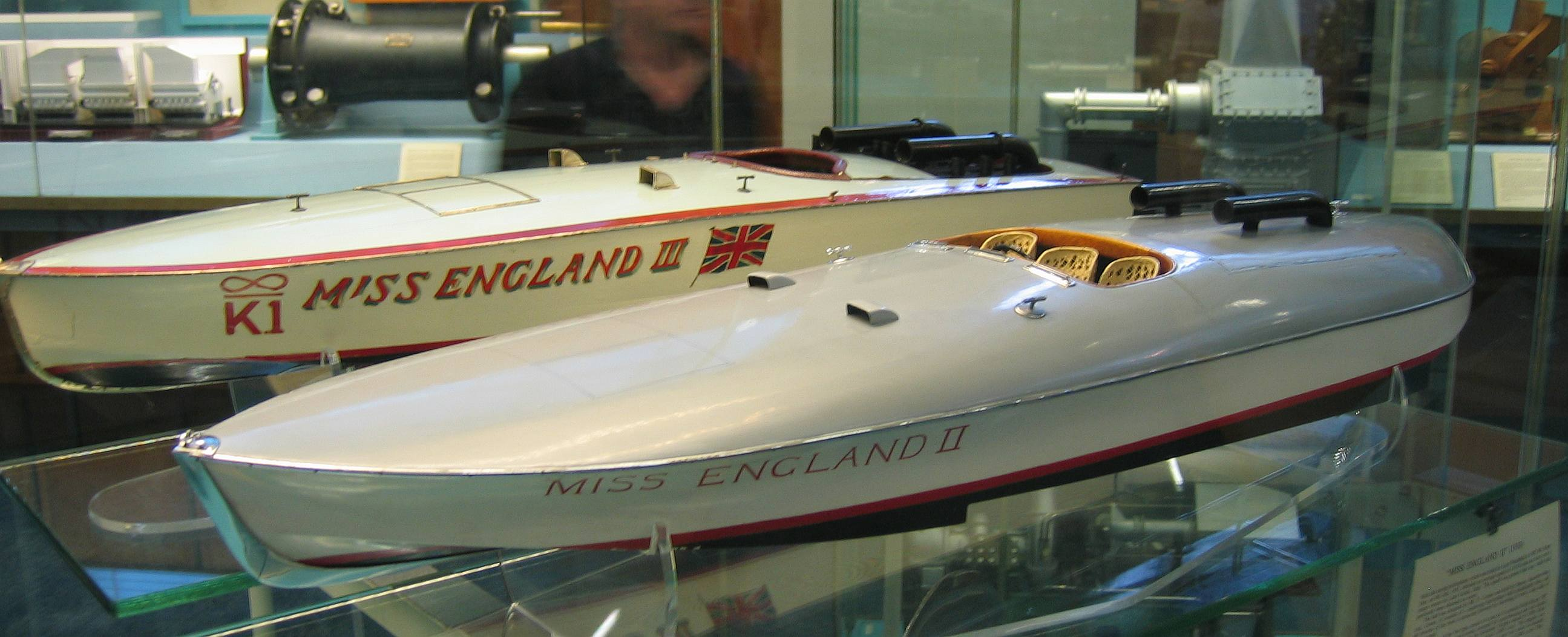
Réplica de la Miss England II

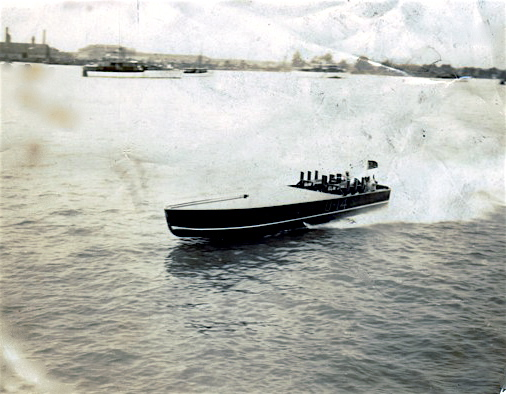
Gar Woods con la Miss America X en el río Detroit

Al igual que el récord de velocidad en tierra, el registro sobre el agua estaba destinado a convertirse en un desafío para el honor nacional entre Gran Bretaña y los Estados Unidos. El éxito estadounidense en el establecimiento de registros incitó al presidente de Castrol Oil, Lord Wakefield, a patrocinar un proyecto para llevar el récord de velocidad náutico a Gran Bretaña. El famoso corredor de velocidad terrestre y piloto de carreras, Sir Henry Segrave, fue contratado para pilotar un nuevo barco, Miss England. Aunque el barco no era capaz de vencer a la lancha rápida Miss America de Wood, el equipo británico ganó experiencia, que sirvió para diseñar una embarcación muy mejorada. Miss England II era impulsada por dos motores aeronáuticos Rolls-Royce, y parecía capaz de batir el récord de Wood.
El 13 de junio de 1930, Segrave consiguió al timón de la lancha Miss England II un nuevo récord de velocidad náutico, con una marca de 158,94 km/h (98,8 millas por hora) durante dos carreras en Windermere, en el Distrito de los Lagos de Gran Bretaña. Una vez establecido el registro, Segrave inició una tercera ejecución para intentar seguir mejorando el récord. Desafortunadamente, durante la carrera, el bote golpeó un objeto que flotaba en el agua y volcó, con Segrave y su copiloto sufriendo lesiones mortales.
Tras la muerte de Segrave, Miss England II fue rescatada y reparada. Kaye Don fue elegido como el nuevo piloto en 1931. Sin embargo, durante este tiempo, Gar Wood recuperó el récord para los Estados Unidos, con una marca de  164,41 km/h (102,2 millas por hora). Un mes después, en el lago de Garda, Don recuperó el registro con una velocidad de 177,387 km/h (110,2 millas por hora). En febrero de 1932, Wood respondió, elevando la marca a 179,779 km/h (111,7 millas por hora).
En respuesta al continuo desafío estadounidense, el equipo británico construyó un nuevo barco, el Miss England III. El diseño fue una evolución de su predecesor, siendo sus principales mejoras una popa cuadrada y hélices gemelas. Don llevó el nuevo barco al lago Lomond, en Escocia, el 18 de julio de 1932, y mejoró el registro primero a 188,985 km/h (117,4 millas por hora), y luego a 192,816 km/h (119,8 millas por hora) en una segunda carrera.
Decidido a tener la última palabra sobre su gran rival, Gar Wood construyó otra nueva Miss America. La Miss America X tenía 12 m de largo, y era impulsada por cuatro motores Packard sobrealimentados. El 20 de septiembre de 1932, Wood rompió la barrera de los 200 km/h, conduciendo su nuevo barco a 200,943 km/h (124,9 millas por hora). Sería el fin de una era. Don se negó a intentar más registros, y Miss England III se donó al Museo Marítimo Nacional de Londres, donde permanece en exhibición. Wood también optó por reducir su participación en las carreras y volvió a dirigir sus negocios. De manera un tanto irónica, los dos autores de récords alcanzaron los 90 años de edad: Wood murió en 1971, y Don en 1985.

## Cambios en el diseño del barco

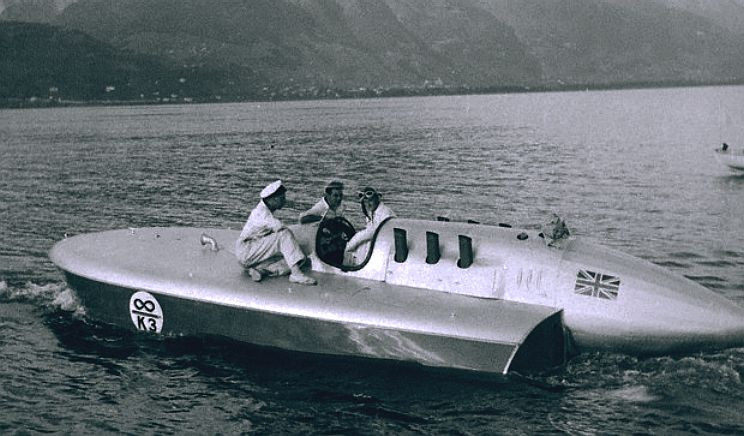
Campbell en el Blue Bird K3 (1937)

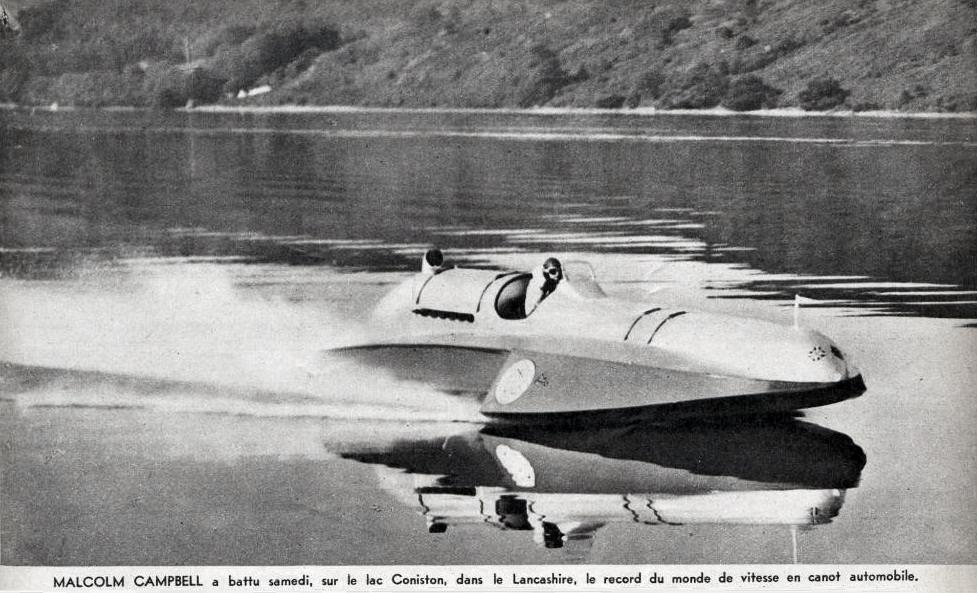
Campbell en el Blue Bird K4 (1939)

El último registro de Wood sería uno de los registros de un barco convencional, con una sola quilla. En junio de 1937, Malcolm Campbell, el mundialmente famoso poseedor del récord de velocidad en tierra, condujo el Blue Bird K3 a un nuevo récord de 203,31 km/h (126,3 millas por hora) en el lago Mayor. En comparación con la masiva Miss America X, el K3 era una nave mucho más compacta. Era 5 metros más corta y tenía un solo motor en vez de los cuatro del barco americano.
A pesar de su éxito, Campbell no estaba satisfecho con el aumento relativamente pequeño de la velocidad, y encargó la construcción de un nuevo Blue Bird. El Blue Bird K4 era un hidroplano de 'tres puntos de apoyo'. A diferencia de las motoras convencionales, que tienen una quilla única, con una "escalón" en la parte inferior de la carena para reducir la resistencia al agua, un hidroplano tiene una base cóncava, con dos flotadores instalados en la parte delantera y un tercer punto de apoyo en la parte posterior del casco. Cuando el barco aumenta de velocidad, la mayor parte del casco se levanta fuera del agua y se desliza únicamente sobre los tres puntos de contacto. El efecto positivo es una reducción de la resistencia hidrodinámica y un aumento en la relación potencia a peso: el barco es más liviano, ya que no necesita muchos motores para empujarlo. El inconveniente es que el hidroplano de tres puntos de apoyo es mucho menos estable que un bote de quilla simple. Si el ángulo de ataque del hidroplano supera su límite de estabilidad a gran velocidad, la embarcación puede dar una vuelta de campana en el aire o sumergirse en el agua.
El nuevo barco de Campbell fue un éxito. En 1939, en vísperas de la Segunda Guerra Mundial, lo llevó a Coniston Water y aumentó su récord de 18 km/h (11,2 millas por hora) a 228,11 km/h (141,7 millas por hora).

## 1940
El regreso de la paz en 1945 trajo consigo una nueva forma de propulsión para batir el récord: el motor de reacción. Campbell inmediatamente renovó el Blue Bird K4 con un motor a reacción De Havilland Goblin. El resultado fue una embarcación de aspecto curioso, cuyo perfil, similar a un zapato, llevó a que fuera apodado The Coniston Slipper (algo así como La Pantufla de Coniston). El experimento con el reactor no tuvo éxito, y Campbell se retiró de los intentos de récord. Murió en 1948.

## 1950

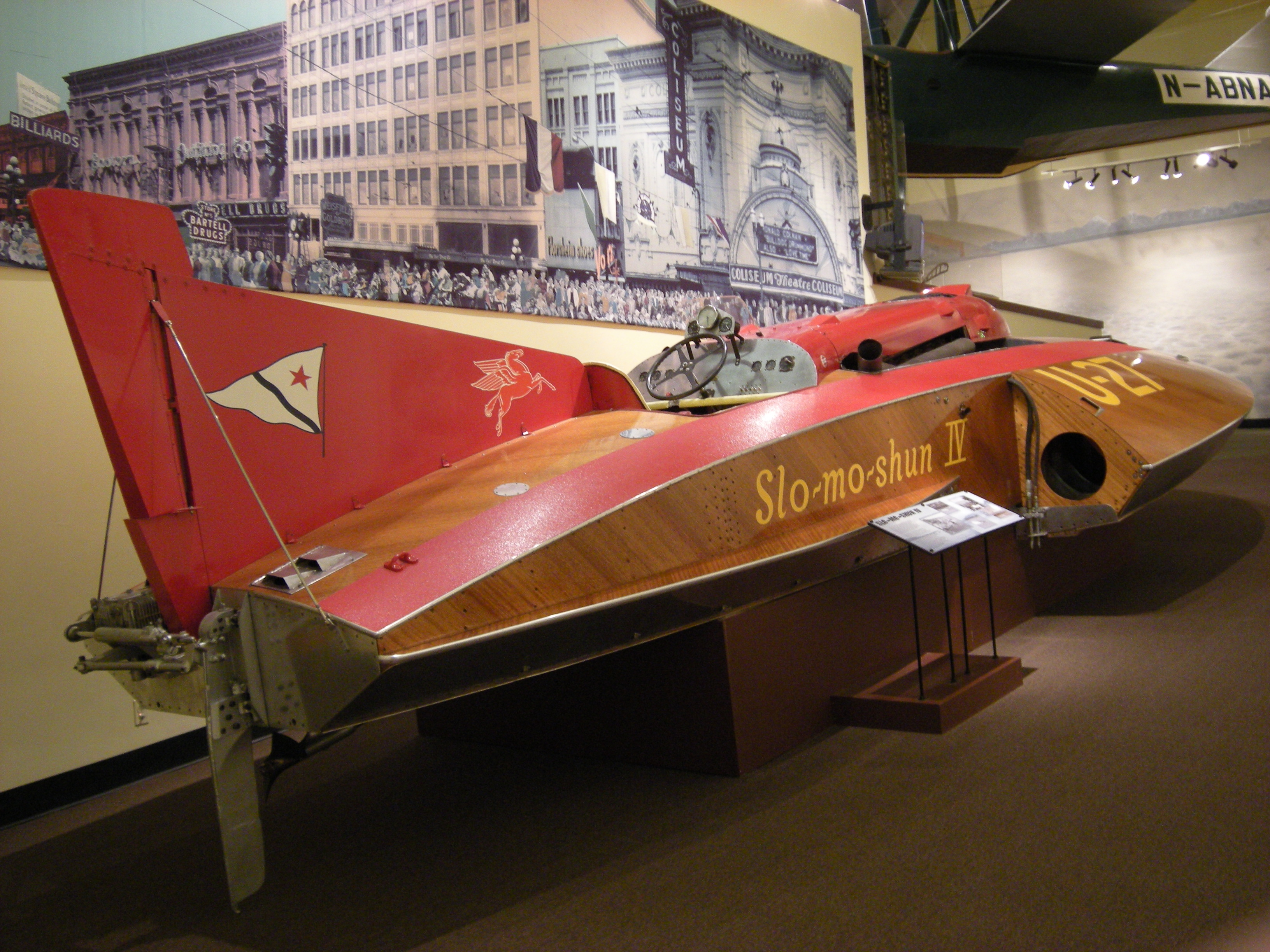
La lancha rápidaSlo-Mo-Shun IV exhibida en el Museo de Historia e Industria de Seattle

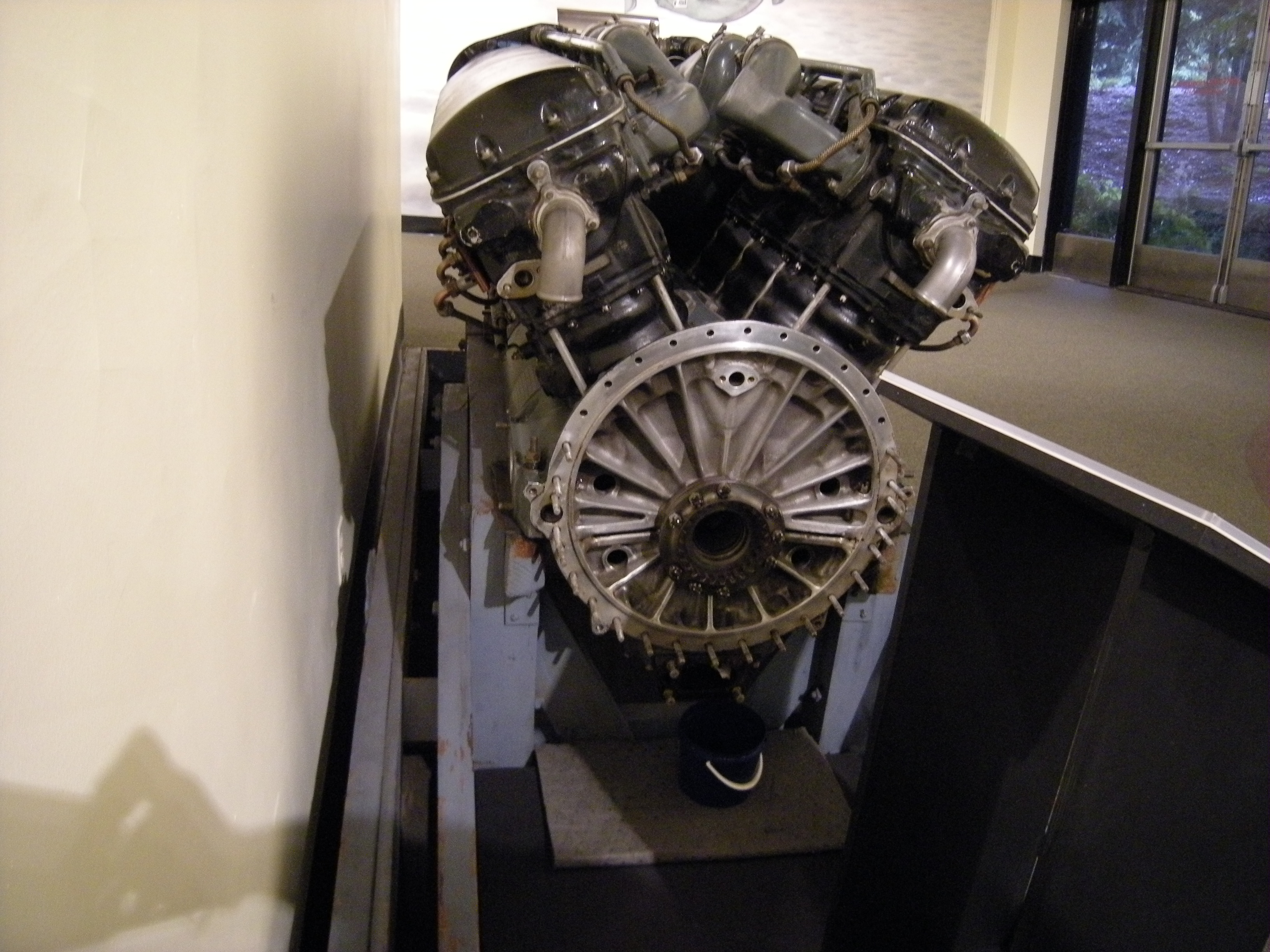
El motor aeronáutico Allison V-1710 que impulsaba el Slo-Mo-Shun IV

El 26 de junio de 1950, la Slo-Mo-Shun IV mejoró el récord de Campbell por 29 km/h (18,0 millas por hora). Al ser impulsado por un motor de avión Allison V-1710, el barco fue construido por el distribuidor FCA US de Seattle, Stanley Sayres y fue capaz de alcanzar 160 mph (257,5 kilómetros por hora) porque su casco fue diseñado para levantar la parte superior de la hélice fuera del agua cuando corría a alta velocidad. Este fenómeno, llamado "prop riding", reducía aún más la resistencia del agua.
En 1952, Sayres pilotó la Slo-Mo-Shun a 287,25 km/h (178,5 millas por hora), con un aumento de 29 km/h (18,0 millas por hora) respecto a su récord anterior.
El renovado éxito en Estados Unidos persuadió al hijo de Malcolm Campbell, Donald, que ya había pilotado el Blue Bird K4, para hacer un esfuerzo adicional con el fin de recuperar el récord de su padre. Sin embargo, el Blue Bird K4 tenía ya 12 años, su motor contaba con 20 años, y Campbell luchaba por alcanzar las velocidades de la novedosa embarcación construida en Seattle. A finales de 1951, el propósito de batir el récord con el K4 fue definitivamente abandonado, cuando la embarcación sufrió un fallo estructural circulando a 170 mph (273,6 kilómetros por hora) en Coniston Water.
En este momento, otro piloto de récords de velocidad terrestre entró en la pugna. El inglés John Cobb esperaba alcanzar 200 mph (321,9 kilómetros por hora) con su motora Crusader. Un diseño radical, el Crusader invirtió el diseño de "tres puntos de apoyo", colocando los flotadores en la parte posterior del casco. El 29 de septiembre de 1952, Cobb intentó batir el récord mundial en el lago Ness, pero mientras se desplazaba a una velocidad estimada de 210 mph (338 kilómetros por hora), el plano frontal del Crusader colapsó, y la nave se desintegró instantáneamente. Cobb fue recuperado del agua, pero ya había muerto debido al impacto.
Dos años más tarde, el 8 de octubre de 1954, otro hombre moriría tratando de obtener el récord. Los magnates textiles italianos Mario Verga y Francesco Vitetta, en respuesta a una oferta de un premio de 5 millones de liras de la Federación Italiana de Lanchas, ofrecido a cualquier italiano que batiera el récord mundial, construyeron un elegante hidroplano con motor de pistón para intentar batir el récord. Nombrada "Laura III", por la hija de Verga, la embarcación era muy rápida pero inestable. Navegando en el lago Iseo, en el norte de Italia, a cerca de 306 km/h (190,1 millas por hora), Verga perdió el control del Laura III, y fue arrojado al agua cuando el barco dio una vuelta de campana. Como Cobb, murió por el impacto.
Tras la muerte de Cobb, Donald Campbell comenzó a trabajar en un nuevo Bluebird, el K7, un hidroplano a reacción. Aprendiendo muchas lecciones del Crusader de Cobb, el K7 fue diseñado como un clásico casco de 3 puntos de apoyo, con los flotadores hacia adelante junto a la cabina. Fue diseñada por Ken y Lewis Norris en 1953-54 y se completó a principios de 1955. Era impulsado por un turborreactor Metropolitan-Vickers Beryl de 3500 libras (15,5 kN) de empuje. El K7 era de construcción completamente metálica, y demostró tener una rigidez extremadamente alta.
Campbell y el K7 establecieron un nuevo récord de 325,6 km/h (202,3 millas por hora) en Ullswater en julio de 1955, batiendo el récord seis veces más en los nueve años siguientes en Estados Unidos e Inglaterra (Coniston Water). Finalmente lo elevó en 1964 a 444,71 km/h (276,3 millas por hora) en el lago Dumbleyung, en Australia Occidental. Campbell se convirtió así en el romperécords de velocidad sobre el agua más prolífico de todos los tiempos.
En el momento en que Campbell estableció el récord absoluto, la motora U.S. I de George Simons, batía el récord de velocidad para una embarcación con motor de pistones impulsada por una hélice  con una marca de 322,54 km/h (200,4 millas por hora). Este récord fue establecido en 1962 por el piloto Roy Duby en Guntersville, Alabama, y se mantuvo durante 38 años.

## 1967

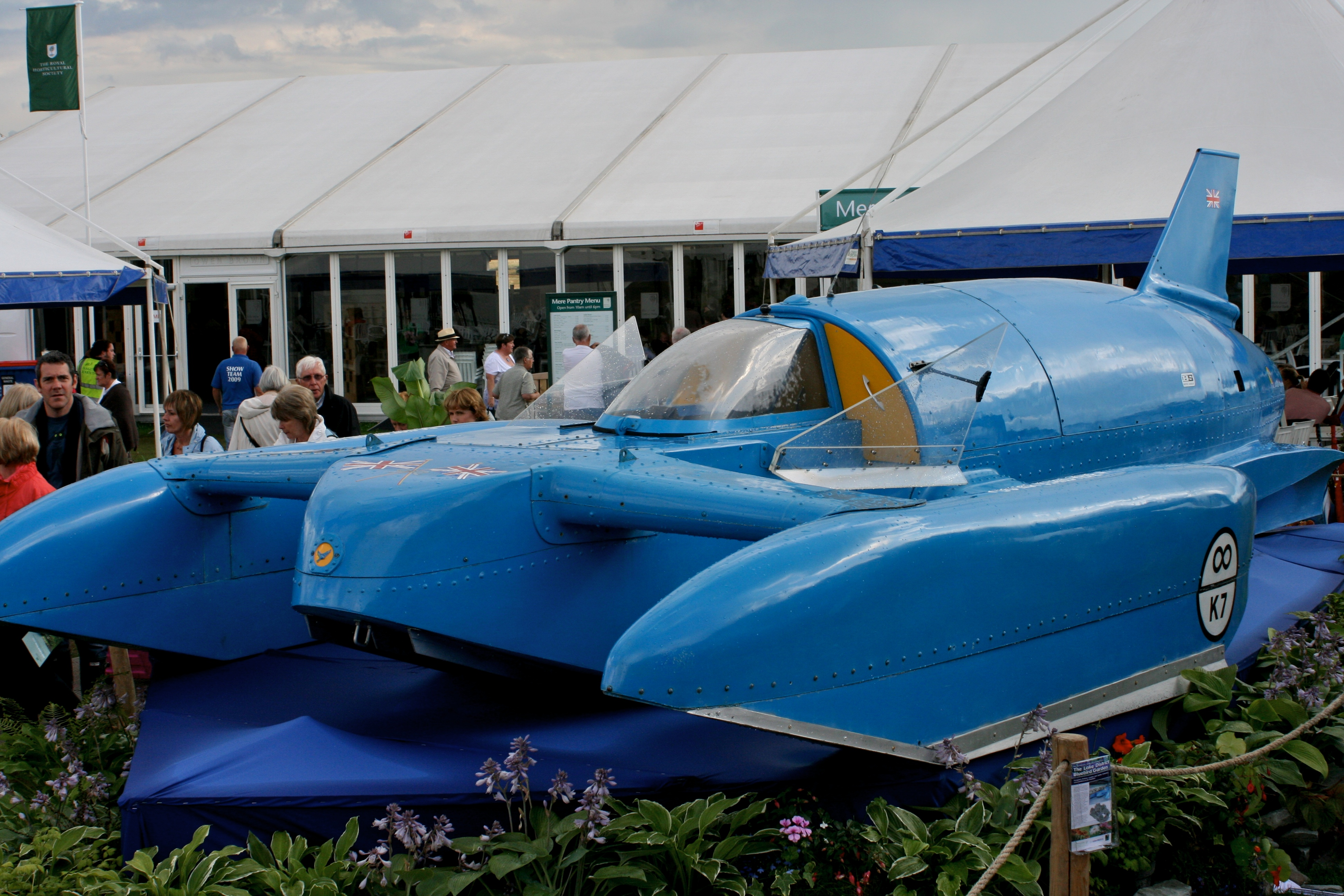
Réplica del Bluebird K7

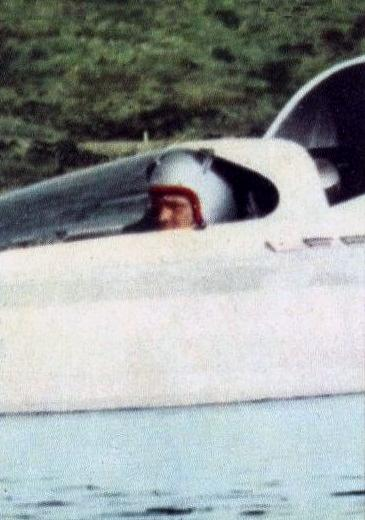
Lee Taylor alcanzó las con el Hustler en el lago Guntersville, el 30 de junio de 1967

El Bluebird K7 de Donald Campbell había sido rediseñado con un reactor Bristol Siddeley Orpheus con 4500 libras (20 kN) de empuje. El 4 de enero de 1967 batía el récord de nuevo. En su primer recorrido promedió 475,2 km/h (295,3 millas por hora) y un nuevo récord parecía estar a la vista. Campbell aplicó el freno de agua del K7 para reducir la velocidad de la nave desde su velocidad máxima de 315 mph (507 kilómetros por hora) hasta que se alejó de la zona de medición del kilómetro, a una velocidad de alrededor de 220 mph (354,1 kilómetros por hora). En lugar de esperar a que el lago se asentara de nuevo antes de comenzar el tramo de retorno obligatorio, Campbell inmediatamente se dio la vuelta al final del lago y comenzó a correr de nuevo. A alrededor de 512 km/h (318,1 millas por hora), justo cuando entró en el kilómetro de referencia, el Bluebird comenzó a perder estabilidad y 400 m antes del final del kilómetro, la nariz de la embarcación se elevó más allá de su ángulo de inclinación crítico y comenzó a elevarse fuera del agua a un ángulo de 45 grados. El bote despegó, dio una vuelta de campana y luego se zambulló en el lago, desintegrándose mientras giraba sobre la superficie. Campbell murió al instante. Las tareas de búsqueda realizadas durante las dos semanas siguientes localizaron los restos de la lancha, pero no fue hasta mayo de 2001 cuando el cuerpo de Campbell fue finalmente localizado y recuperado. Campbell fue enterrado en el cementerio de la iglesia de Coniston el 12 de septiembre de 2001.
Lee Taylor, un piloto de lanchas rápidas de California, durante una prueba en el lago Havasu con el Hustler, no pudo apagar el motor y se estrelló contra la orilla a 100 mph (160,9 kilómetros por hora). El Hustler quedó completamente destrozado y Taylor resultó gravemente herido. Pasó los siguientes años recuperándose y reconstruyendo su barco. El 30 de junio de 1967, en el lago Guntersville, Taylor y el Hustler intentaron obtener el récord, pero las estelas de los barcos de algunos espectadores perturbaron la superficie del agua, lo que obligó a Taylor a ralentizar su segunda carrera, y se quedó 2 mph (3,2 kilómetros por hora) corto. Lo intentó de nuevo ese mismo día, y logró establecer un nuevo récord con una marca de 459 km/h (285,2 millas por hora).

## 1977

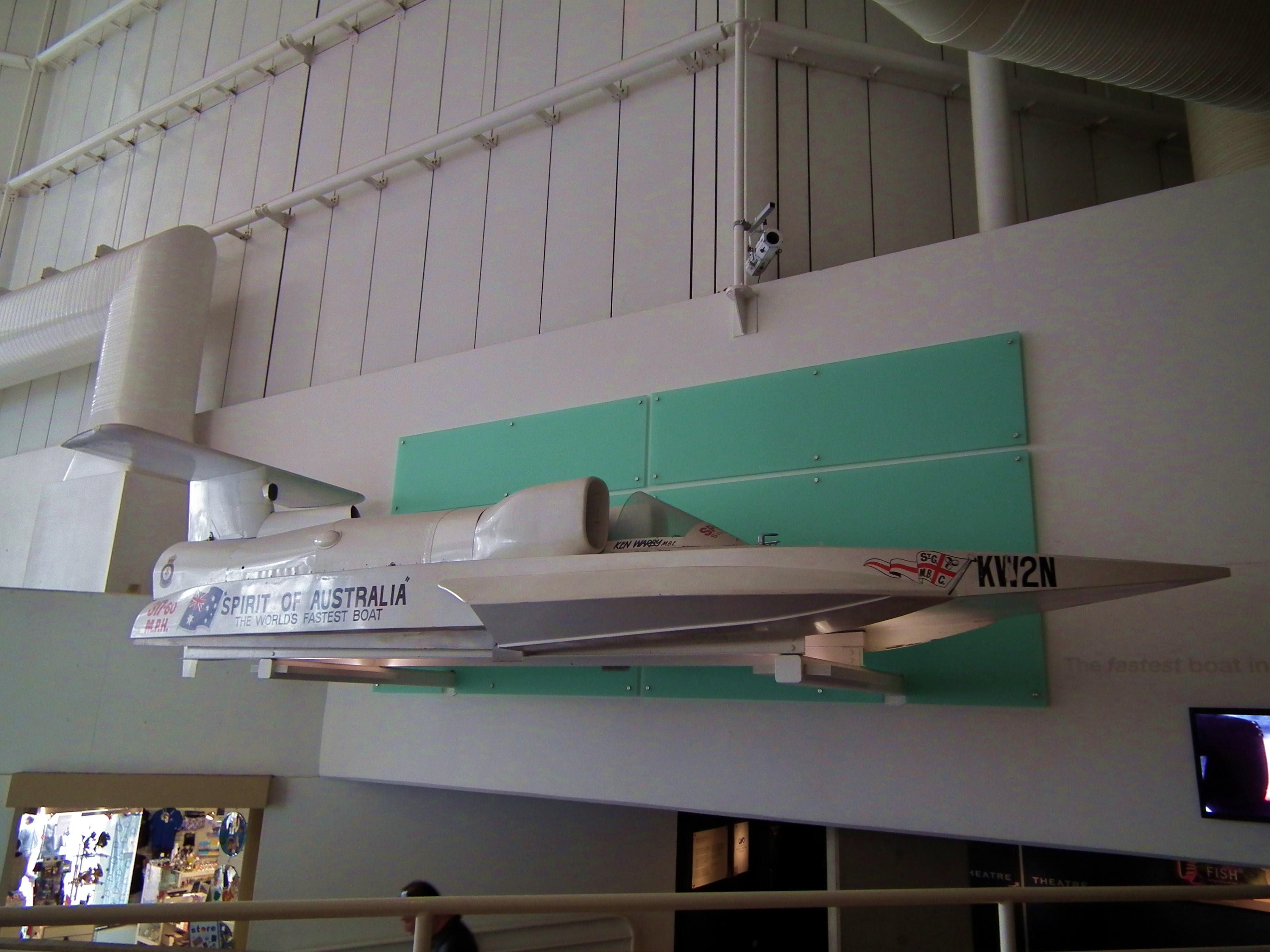
El Spirit of Australia

Hasta el 20 de noviembre de 1977, todos los récords oficiales de velocidad en el agua habían sido establecidos por un estadounidense, canadiense, irlandés o británico. Ese día, Ken Warby se convirtió en el primer titular australiano del récord, cuando pilotó su Spirit of Australia a 464,46 km/h (288,60 mph) para batir el récord de Lee Taylor. Warby, quien había construido la nave en el patio trasero de su casa, usó la publicidad para encontrar el patrocinio que le permitió pagar las mejoras de su embarcación. El 8 de octubre de 1978, Warby viajó a Blowering Dam, Australia, y rompió las barreras de los 480 km/h (300 mph) y de los 500 km/h, con una velocidad promedio de 511.12 km/h (317.6 mph). Su velocidad punta medida con una pistola de radar fue de aproximadamente 552 km/h (345 mph).
El récord de Warby sigue en pie a 14  de noviembre de  2020. Solo ha habido dos intentos oficiales de romperlo, y ambos resultaron en la muerte del piloto.

## 1980
Lee Taylor intentó recuperar el récord en 1980. Inspirado por los coches de récord de velocidad terrestre Blue Flame y Budweiser Rocket, construyó un barco propulsado por cohetes, el Discovery II. El
barco de 40 pies (12 metros) de eslora era un diseño de tres puntos de apoyo invertido, similar al "Crusader" de John Cobb, aunque de una longitud mucho mayor.
Originalmente, Taylor probó el barco en el lago Walker en Nevada, pero sus partidarios exigían una ubicación más accesible, por lo que se trasladó al lago Tahoe. Se fijó un intento para el 13 de noviembre de 1980, pero como las condiciones en el lago resultaron desfavorables, Taylor decidió no intentar el récord. No queriendo decepcionar a los espectadores y los medios de comunicación reunidos, decidió hacer una prueba. A 432 km/h (270 mph) el Discovery II comenzó a volverse inestable. Se ha especulado que pudo haber atravesado una ola. Cualquiera que sea la causa, las inestables oscilaciones laterales de la embarcación provocaron el colapso del flotador izquierdo, lo que hizo que la lancha se hundiera en el agua. La sección de la cabina con el cuerpo de Taylor se recuperó tres días después. La cabina no había flotado como estaba previsto y, como resultado, Taylor se ahogó.
En 1989, Craig Arfons, hijo de Walt Arfons, constructor del primer automóvil a reacción del mundo, y sobrino del famoso romperécords Art Arfons, intentó batir el récord en su Rain X Challenger de fibra de vidrio y Kevlar, pero murió cuando el hidroplano dio una vuelta de campana a 483 km/h (301.875 mph).

## Proyectos posteriores
A pesar de la alta tasa de mortalidad, el récord sigue siendo codiciado por los pilotos y los entusiastas de la velocidad náutica. Si bien se han iniciado una serie de proyectos que apuntan al registro, actualmente solo los que se muestran a continuación parecen estar activos:

### Quicksliver
El proyecto británico Quicksliver es administrado por Nigel Macknight.
El diseño se basó inicialmente en conceptos para una configuración con patrocinio posterior de Ken Norris, quien había trabajado con Campbell en sus diseños del Bluebird. El diseño es de construcción modular, con el cuerpo principal que consiste en una sección delantera con un marco espacial de acero que incorpora el motor, un Rolls-Royce Spey Mk.101, y la sección trasera es un monocasco que se extiende hasta la cola. Los flotadores delanteros también son modulares, y en uno de ellos se aloja el piloto.

### Spirit of Australia II
Ken Warby está trabajando con su hijo David en un nuevo barco para batir el récord, impulsado por un motor a reacción tomado de un avión Fiat G.91. A principios de 2003, Ken Warby había construido otro barco, el Aussie Spirit para un intento de récord.

### Equipo K777 de Gran Bretaña
El equipo K777 es una combinación de ingenieros, corredores de barcos, constructores de barcos, especialistas en turbinas de gas y miembros del Windermere Boat Racing Club. Construyeron una controvertida copia visual del Bluebird de Donald Campbell, aunque durante su única aparición pública en Coniston Water en 2011 no logró planear, se hundió parcialmente, y finalmente colapsó su canal de admisión de aire. Una prueba en Loch Ken, en el sudoeste de Escocia, en octubre de 2014 tampoco tuvo éxito. A pesar de que el barco no se hundió, de nuevo no pudo planear.

### Dartagnan SP600
Daniel Dehaemers es el retador belga para el récord absoluto de velocidad en el agua. El SP600 es de construcción compuesta completamente de carbono y es impulsado por un turborreactor Rolls-Royce Turbomeca Adour. El barco estaba previsto para ser probado durante 2016. Sin embargo, después de terminar de construir el barco, Dehaemers murió de cáncer en 2018, antes de que pudiera probar la nave.

### Longbow
Un equipo británico, con un piloto militar también británico, está trabajando en conjunto para construir y ejecutar el Longbow, un hidroplano a reacción para un intento británico de batir el récord mundial de velocidad sobre el agua.

## Titulares del registro
| Velocidad                               | Embarcación         | Piloto(s)                          | Localización        | Fecha                    |
| --------------------------------------- | ------------------- | ---------------------------------- | ------------------- | ------------------------ |
| 70,86 mph (114 kilómetros por hora)     | HD-4                | Casey Baldwin                      | Lago Bras d'Or      | 19 de septiembre de 1919 |
| 74,87 mph (120,5 kilómetros por hora)   | Miss America        | Gar Wood                           | Río Detroit         | 15 de septiembre de 1920 |
| 80,567 mph (129,7 kilómetros por hora)  | Miss America II     | Gar Wood                           | Río Detroit         | 6 de septiembre de 1921  |
| 87,392 mph (140,6 kilómetros por hora)  | Farman Hydroglider  | Jules Fisher                       | Río Sena            | 10 de noviembre de 1924  |
| 92,838 mph (149,4 kilómetros por hora)  | Miss America VII    | George Wood                        | Río Detroit         | 4 de septiembre de 1928  |
| 93,123 mph (149,9 kilómetros por hora)  | Miss America VII    | Gar Wood                           | Indian Creek        | 23 de marzo de 1929      |
| 98,76 mph (158,9 kilómetros por hora)   | Miss England II     | Henry Segrave                      | Windermere          | 13 de junio de 1930      |
| 102,256 mph (164,6 kilómetros por hora) | Miss America IX     | Gar Wood                           | Indian Creek        | 20 de marzo de 1931      |
| 103,49 mph (166,6 kilómetros por hora)  | Miss England II     | Kaye Don                           | Río Paraná          | 15 de abril de 1931      |
| 110,223 mph (177,4 kilómetros por hora) | Miss England II     | Kaye Don                           | Lago de Garda       | 31 de julio de 1931      |
| 111,712 mph (179,8 kilómetros por hora) | Miss America IX     | Gar Wood                           | Indian Creek        | 5 de febrero de 1932     |
| 117 mph (188,3 kilómetros por hora)     | Miss England III    | Kaye Don                           | Lago Lomond         | 18 de julio de 1932      |
| 119,81 mph (192,8 kilómetros por hora)  | Miss England III    | Kaye Don                           | Lago Lomond         | 18 de julio de 1932      |
| 124,86 mph (200,9 kilómetros por hora)  | Miss America X      | Gar Wood                           | Río St. Clair       | 20 de septiembre de 1932 |
| 126,32 mph (203,3 kilómetros por hora)  | Blue Bird K3        | Malcolm Campbell                   | Lago Mayor          | 1 de septiembre de 1937  |
| 129,5 mph (208,4 kilómetros por hora)   | Blue Bird K3        | Malcolm Campbell                   | Lago Mayor          | 2 de septiembre de 1937  |
| 130,91 mph (210,7 kilómetros por hora)  | Blue Bird K3        | Malcolm Campbell                   | Lago de Hallwil     | 17 de septiembre de 1938 |
| 141,74 mph (228,1 kilómetros por hora)  | Blue Bird K4        | Malcolm Campbell                   | Coniston Water      | 19 de agosto de 1939     |
| 160,323 mph (258 kilómetros por hora)   | Slo-Mo-Shun IV      | Stanley Sayres, Ted O. Jones       | Lago Washington     | 26 de junio de 1950      |
| 178,497 mph (287,3 kilómetros por hora) | Slo-Mo-Shun IV      | Stanley Sayres, Elmer Leninschmidt | Lago Washington     | 7 de julio de 1952       |
| 202,32 mph (325,6 kilómetros por hora)  | Bluebird K7         | Donald Campbell (piloto)           | Ullswater           | 23 de julio de 1955      |
| 216,2 mph (347,9 kilómetros por hora)   | Bluebird K7         | Donald Campbell                    | Lago Mead           | 16 de noviembre de 1955  |
| 225,63 mph (363,1 kilómetros por hora)  | Bluebird K7         | Donald Campbell                    | Coniston Water      | 19 de septiembre de 1956 |
| 239,07 mph (384,7 kilómetros por hora)  | Bluebird K7         | Donald Campbell                    | Coniston Water      | 7 de noviembre de 1957   |
| 248,62 mph (400,1 kilómetros por hora)  | Bluebird K7         | Donald Campbell                    | Coniston Water      | 10 de noviembre de 1958  |
| 260,35 mph (419 kilómetros por hora)    | Bluebird K7         | Donald Campbell                    | Coniston Water      | 14 de mayo de 1959       |
| 276,33 mph (444,7 kilómetros por hora)  | Bluebird K7         | Donald Campbell                    | Lago Dumbleyung     | 31 de diciembre de 1964  |
| 285,22 mph (459 kilómetros por hora)    | Hustler             | Lee Taylor                         | Lago Guntersville   | 30 de junio de 1967      |
| 288,6 mph (464,5 kilómetros por hora)   | Spirit of Australia | Ken Warby                          | Blowering Reservoir | 20 de noviembre de 1977  |
| 317,596 mph (511,1 kilómetros por hora) | Spirit of Australia | Ken Warby                          | Blowering Reservoir | 8 de octubre de 1978     |